# God Told Me To (película)
God Told Me To (estrenada en algunos mercados como Demon) es una película de terror y ciencia ficción de 1976 escrita, dirigida y producida por Larry Cohen. Como muchas de las películas de Cohen, está filmada en locaciones de la ciudad de Nueva York e incorpora aspectos del procedimiento policial.

## Reparto
- Tony Lo Bianco como el teniente Peter J. Nicholas
- Deborah Raffin como Casey Forster
- Sandy Dennis como Martha Nicolás
- Sylvia Sidney como Elizabeth Mullin
- Sam Levene como Everett Lucas
- Robert Drivas como David Morten
- Mike Kellin como comisionado adjunto
- Richard Lynch como Bernard Phillips
- Sammy Williams como Harold Gorman
- George Patterson como Zero
- Harry Bellaver como "Cookie"
- Andy Kaufman como asesino policial
- Dan Resin como ejecutivo de Wall Street
- Mason Adams como obstetra

## Producción
Cohen se inspiró para hacer la película en la Biblia. Pensaba que Dios en la Biblia era uno de los personajes más violentos de la literatura. También fue influenciado por el libro Recuerdos del futuro.
La película fue financiada por Edgar Scherick y Daniel Blatt. Originalmente fueron acreditados como productores ejecutivos, pero Cohen dice que cuando vieron la película terminada insistieron en que se quitaran sus nombres.
Robert Forster fue elegido originalmente para el papel principal. A los pocos días de filmar, él y Cohen tuvieron una pelea y Forster renunció. Forster dijo que Cohen "era uno de esos tipos que gritaba mucho en el set y yo dije: "Oye, esto no es para mí". Déjame salir de aquí. "Nos despedimos amigablemente y todo eso." Cohen lo reemplazó con Tony Lo Bianco, quien había estado en la obra de Cohen The Nature of the Crime.
Bernard Herrmann, que había compuesto la música de la película anterior de Cohen It's Alive, fue asignado originalmente para componer también la música de God Told Me To, y Cohen afirma en la pista de comentarios del DVD que Herrmann vio el primer corte de la película inmediatamente después de completar las sesiones de grabación de su música. a Taxi Driver y tomó notas sobre cómo creía que se podría calificar. Sin embargo, dentro de las siguientes 15 horas, Herrmann murió. Luego, Cohen le pidió al compositor Miklós Rózsa que musicalizara la película. Rózsa lo rechazó y dijo: "Dios me dijo que no lo hiciera". Frank Cordell compuso la partitura que se escucha en la versión publicada de God Told Me To, y tanto ella como Taxi Driver estaban dedicadas a Herrmann. El compositor Robert O. Ragland, que más tarde compuso la música de la película Q - The Winged Serpent de Cohen de 1982, escribió dos de las canciones de la película.
La secuencia de la 'abducción alienígena', en la que una mujer desnuda es arrastrada al interior cavernoso de una nave espacial extraterrestre, presenta imágenes genéricas (manipuladas) de modelos de archivo de la serie de televisión de ciencia ficción space: 1999de Gerry Anderson.
Andy Kaufman aparece como un policía poseído que inicia un tiroteo en el desfile del Día de San Patricio — fue el primer papel de Kaufman en una película, y el mismo metraje se utilizó más tarde para el final de un documental llamado The Passion of Andy Kaufman, en un segmento llamado "Thus Spake Zarathustra", con música de Eumir Deodato. Sylvia Sidney aparece como la madre traumatizada y perdida del detective Nicholas en un asilo de ancianos.

## Estreno
La película fue vendida a New World Pictures. No tuvo un buen desempeño en el estreno original, por lo que fue reeditada bajo el título de Demon .

### Recepción
Las críticas iniciales fueron negativas y Roger Ebert le dio a la película 1 de 4. Desde entonces, la película ha sido revaluada y Rolling Stone la nombró una de las "20 películas más aterradoras que nunca has visto".
A principios de la década de 2010, Time Out realizó una encuesta entre varios autores, directores, actores y críticos que habían trabajado en el género de terror para votar por sus mejores películas de terror. God Told Me To se ubicó en el puesto 94 de su lista de los 100 mejores.